# José Alberto Iglesias Correa
José Alberto Iglesias Correa (* 16. September 1945 in San Martín; † 19. Mai 1972 in Buenos Aires), bekannt unter dem Pseudonym Tanguito, war ein argentinischer Sänger und Songwriter.
Obwohl er zu Lebzeiten wenig kommerziellen Erfolg erlangen konnte, gilt er vor allem als Komponist des Hits La Balsa von Los Gatos als bedeutender Vertreter der ersten Jahre der argentinischen Rockmusik. Von Zeitgenossen wurde er als treibende Kraft für das Umschwenken der Künstler der damaligen Zeit von englischsprachigen Cover-Versionen zu eigenkomponierten Songs auf Spanisch bezeichnet.

## Leben und Karriere
Der aus sehr ärmlichen Verhältnissen (sein Vater war Straßenverkäufer, seine Mutter Hausmädchen) stammende Iglesias begann seine Karriere mit 17 Jahren als Cover-Sänger von amerikanischen Rock-’n’-Roll-Hits. 1963 veröffentlichte er mit seiner damaligen Band Los Dukes seine Debütsingle Decí por qué no querés, eine Coverversion des Schlagersängers Palito Ortega, auf dessen B-Seite sich eine Eigenkomposition namens Mi Pancha befand. Diese und die Nachfolgesingle Carnaval, Carnaval floppten wirtschaftlich zwar, dennoch konnte die Band mit ihren Live-Auftritten ihren Lebensunterhalt finanzieren.
Ab 1966 trat Iglesias in der Rock- und Jazzbar La Cueva in Buenos Aires als Solist auf. In dieser Zeit schloss er Freundschaften mit zahlreichen anderen Rockmusikern der Epoche, unter der besonders die zu Litto Nebbia von der Band Los Gatos hervorsticht. In Zusammenarbeit mit Nebbia komponierte er den Song La Balsa, der letztendlich den Durchbruch für Los Gatos bedeutete und mit 250.000 Plattenverkäufen die erfolgreichste Rock-Single Argentiniens in den 1960er Jahren war. Auch ohne eigene Veröffentlichungen konnte Iglesias allein von den Tantiemen für diesen Song etwa bis 1970 leben. Seiner eigenen Debütsingle als Solist La Princesa Dorada war 1968 dagegen kein Erfolg beschieden.
Ende der 1960er Jahre geriet Iglesias immer mehr in die Abhängigkeit von Amphetaminen und Alkohol, was seine Karriere beeinträchtigte und zu zahlreichen Festnahmen und von der Polizei erzwungenen Therapieversuchen führte. 1970 machte er seine letzten Aufnahmen, von denen jedoch zunächst nur ein Song (Natural) auf einer Compilation veröffentlicht wurde. Im Mai 1972 wurde er in eine psychiatrische Anstalt eingewiesen, aus der er jedoch am 19. des Monats fliehen konnte. Sein früher Tod ist bis heute ungeklärt: Er stürzte noch am selben Tag aus einem Zug und wurde überrollt, wobei nicht klar war, ob es sich um Suizid, einen Mord durch einen Polizisten oder einen Unfall handelt.
1973 veröffentlichte eine Plattenfirma Iglesias’ Aufnahmen von 1970 in einem Album namens Tango, das jedoch zunächst erfolglos blieb, ebenfalls wie eine Neuveröffentlichung des Albums 1982. 1993 wurde sein Leben in Tango feroz: La leyenda de Tanguito von Marcelo Piñeyro verfilmt und das Album als CD veröffentlicht, diesmal mit kommerziellem Erfolg.

## Diskografie

### Singles
Mit Los Dukes:
- Decí por qué no querés / Mi Pancha, 1963
- Carnaval, carnaval / Maquillada, 1964

Als Solist:
- La princesa dorada / El hombre restante, 1968

### Album
- Tango, 1973 (postum)